# Zombieland - Doppio colpo
Zombieland - Doppio colpo (Zombieland: Double Tap) è un film del 2019 diretto da Ruben Fleischer, seguito della pellicola del 2009 Benvenuti a Zombieland.

## Trama
Dieci anni dopo gli eventi del primo film, Columbus, Tallahassee, Wichita e Little Rock sono diventati esperti nell'affrontare gli zombi e si sono stabiliti nell’ormai abbandonata Casa Bianca. Nel frattempo, gli zombi si sono evoluti in varie categorie: i lenti e stupidi Homer, gli astuti Hawking e gli agili Ninja. Columbus chiede a Wichita di sposarlo con il Diamante Hope, mentre Tallahassee deride le speranze di Little Rock di iniziare una famiglia da sé, ribadendole che loro quattro già lo sono. La mattina dopo Tallahassee trova una nota scritta dalle due sorelle, che lo informano della loro decisione di abbandonare il gruppo.
Un mese dopo Columbus è attratto da un’eccentrica ragazza bionda di nome Madison, che è riuscita a sopravvivere sin da adolescente dentro un freezer della Pinkberry. In poco tempo la ragazza, oltremodo svampita, infastidisce Tallahassee, ma Columbus la invita alla loro base e i due fanno sesso. Di ritorno alla Casa Bianca, Wichita spiega che Little Rock l’ha a sua volta abbandonata, preferendo fuggire con un ragazzo conosciuto da poco, Berkeley, e inoltre scopre anche che Columbus ha avuto un rapporto con Madison.
Columbus, Tallahassee, Wichita e Madison si mettono così alla ricerca della ragazza. Sulla strada incontrano una nuova categoria di zombie più forti e resistenti, che Columbus soprannomina T-800. Madison comincia a mostrare segni di trasformazione in zombi e Columbus si trova costretto a spararle nella foresta. Il gruppo trova l’auto di Tallahassee precedentemente rubata da Little Rock in un motel a tema Elvis Presley gestito da Nevada, che rivela loro che Little Rock e Berkeley sono partiti per una colonia di pacifisti chiamata Babilonia. Condividendo una grande passione per Elvis, Tallahassee e Nevada trascorrono la notte insieme.
Al risveglio il gruppo viene raggiunto da Albuquerque e Flagstaff, due uomini che somigliano fortemente a Tallahassee e Columbus. I due dicono di essersi spostati verso ovest a causa di orde di T-800 dirette ad est. Durante un attacco al motel, vengono tuttavia morsi dalle creature, trasformandosi in zombi e venendo uccisi da Tallahassee e Columbus.
Il gruppo, lasciato il motel di Nevada, ritrova poi Madison, che spiega loro come la sua allergia alle noci aveva mostrato sintomi simili alla trasformazione in zombie e che Columbus, in realtà, non le aveva sparato, ma solo liberata. I quattro arrivano a Babilonia, dove vengono costretti a lasciare le proprie armi, e ritrovano Little Rock. Un soddisfatto Tallahassee decide di andarsene, ma lungo il tragitto avvista un'orda di T-800 e perciò torna a Babilonia per avvertire gli amici. L’uomo progetta un piano per uccidere gli zombi con del biodiesel, piano che, però, non va a buon fine. Solo l'arrivo di Nevada riesce a mettere in salvo i quattro, che si rifugiano sulla torre centrale di Babilonia; qui gli zombi, attratti da Tallahasse che compie un salto nel vuoto appendendosi ad un uncino, si buttano dalla torre.
Conclusosi il combattimento, Wichita accetta la proposta di Columbus, mentre Little Rock lascia Berkeley, che inizia a frequentare Madison; i due rimangono a Babilonia mentre il gruppo, con il nuovo membro Nevada, torna a mettersi in viaggio, ma senza un’abitazione. Columbus afferma però che hanno trovato una casa l’uno nell’altro.
Una scena a metà dei titoli di coda mostra Bill Murray durante lo scoppio dell'epidemia, dopo una serie di interviste per un ipotetico Garfield 3: Flabby Tabby.

## Produzione
Il successo di pubblico e critica ottenuto da Benvenuti a Zombieland aveva portato gli sceneggiatori Rhett Reese e Paul Wernick a pianificare un possibile seguito, nel quale approfondire e chiarire maggiormente molti dei contenuti presenti nel primo film. Wernick affermò che desiderava fortemente il ritorno dei quattro protagonisti e di Ruben Fleischer nel ruolo di regista, aggiungendo che lui e Reese avevano "tonnellate di nuove idee che fluttuavano nelle loro teste". I due espressero inoltre il loro interesse nel trasformare la pellicola in un franchise composto da più pellicole; gli sceneggiatori non vollero tuttavia rivelare alcun dettaglio relativo alla trama del seguito. Quest'ultimo non sarebbe infatti stato per loro immediato, a causa della loro partecipazione in altri progetti. Nel febbraio 2010 Woody Harrelson e Jesse Eisenberg si dissero pronti a riprendere i loro ruoli, e nello stesso anno Fleischer dichiarò di stare lavorando sulla sceneggiatura.
Nel luglio 2011 Jesse Eisenberg affermò di non conoscere con esattezza la situazione del seguito, pur essendo certo che gli sceneggiatori stavano lavorando allo script della pellicola. In quell'occasione Eisenberg aveva inoltre espresso la preoccupazione che un eventuale seguito non avrebbe ottenuto il medesimo successo della pellicola originaria; la medesima preoccupazione fu espressa anche da Harrelson. Nel febbraio 2016 venne annunciato che Reese e Wernick avrebbero curato la sceneggiatura del seguito, notizia confermata da questi ultimi nell'agosto dello stesso anno; in tale occasione, i due aggiunsero che si erano incontrati con Woody Harrelson per discutere della pellicola e che "l'intero cast era alquanto eccitato". Nel marzo 2017 fu rivelato che la sceneggiatura era stata completata, e nel maggio dell'anno successivo Woody Harrelson dichiarò che il seguito di Benvenuti a Zombieland sarebbe probabilmente stato realizzato.
Il 13 luglio 2018 Sony Pictures diede ufficialmente inizio alla pre-produzione di Zombieland: Double Tap. Ruben Fleischer sarebbe tornato a dirigere, e anche i quattro protagonisti avevano già firmato per riprendere i loro ruoli. Nel novembre dello stesso anno si unirono al cast Zoey Deutch e Avan Jogia, mentre nel mese successivo fu confermato che Bill Murray sarebbe apparso in un cameo, interpretando nuovamente una versione "immaginaria" di se stesso. All'interno del cast entrò inoltre Dan Aykroyd, che aveva recitato insieme a Murray nel franchise di Ghostbusters, per interpretare anche lui una versione fittizia di sé. Nel gennaio 2019, Rosario Dawson si unì ai restanti attori, mentre Thomas Middleditch e Luke Wilson formalizzarono la loro partecipazione nel mese di febbraio. Le riprese iniziarono il 14 gennaio 2019 ad Atlanta, in Georgia, per terminare il 15 marzo 2019.
Nei titoli di testa è stata utilizzata la canzone Master of Puppets dei Metallica.

## Promozione
Dopo essere stato annunciato il 29 gennaio 2019, mediante un'immagine nella quale - in occasione della 10 Year Challenge - i quattro protagonisti tengono le stesse pose della locandina di Benvenuti a Zombieland, il 20 luglio dello stesso anno viene pubblicata la prima locandina ufficiale del film, mentre il 25 luglio viene pubblicato il trailer della pellicola.

## Distribuzione
Negli Stati Uniti, la pellicola è stata distribuita da Sony Pictures a partire dal 18 ottobre 2019; in Italia Zombieland - Doppio colpo è stato distribuito a partire dal 14 novembre dello stesso anno.

## Accoglienza

### Incassi
Il film ha incassato globalmente 122.8 milioni di dollari; di questi, circa 73 milioni dagli Stati Uniti e 847 241 dall'Italia. Il budget del film è stimato tra i 42 ed i 48 milioni di dollari.